# Кэри, Вернон
Верно́н Кэ́ри мла́дший (англ. Vernon A. Carey Jr.; род. 25 февраля 2001 года в Майами, штат Флорида, США) — американский профессиональный баскетболист, выступающий в Чемпионате Турции по баскетболу за клуб «Каршияка». Играет на позиции центрового. На студенческом уровне выступал за команду Дьюкского университета «Дьюк Блю Девилз». На драфте НБА 2020 года он был выбран под тридцать вторым номером командой «Шарлотт Хорнетс».

## Профессиональная карьера

### Шарлотт Хорнетс (2020—2022)
Кэри был выбран под 32-м номером на драфте НБА 2020 года командой «Шарлотт Хорнетс». 30 ноября 2020 года подписал контракт новичка с Шарлоттом, рассчитанный на 4 года. 30 декабря дебютировал в НБА, выйдя со скамейки запасных, и набрал 1 подбор, 1 передачу и 1 блок за 4 минуты в победе над «Даллас Маверикс» со счётом 118—99.

### Вашингтон Уизардс (2022—настоящее время)
10 февраля 2022 года Кэри был обменян в «Вашингтон Уизардс» вместе с Ишем Смитом на Монтреза Харрелла. Кэри принял участие в 3 играх за «Вашингтон Уизардс» в сезоне 2021/2022.
1 марта 2023 года Кэри был отчислен «Уизардс».

### Юта Джаз (2023)
8 апреля 2023 года Кэри подписал контракт с командой «Юта Джаз». После участия в Летней лиге НБА 2023 года он был отчислен клубом.

### Каршияка (2023—настоящее время)
30 августа 2023 года Кэри подписал контракт с турецким клубом «Каршияка».

## Карьера в сборной
В 2017 году выступал за сборную США U16 на чемпионате Америки U16, где стал чемпионом.

## Статистика

### Статистика в НБА
| Сезон                                                                                    | Команда   | Регулярный сезон | Регулярный сезон | Регулярный сезон | Регулярный сезон | Регулярный сезон | Регулярный сезон | Регулярный сезон | Регулярный сезон | Регулярный сезон | Регулярный сезон | Регулярный сезон | Серия плей-офф | Серия плей-офф | Серия плей-офф | Серия плей-офф | Серия плей-офф | Серия плей-офф | Серия плей-офф | Серия плей-офф | Серия плей-офф | Серия плей-офф | Серия плей-офф |
| Сезон                                                                                    | Команда   | GP               | GS               | MPG              | FG%              | 3P%              | FT%              | RPG              | APG              | SPG              | BPG              | PPG              | GP             | GS             | MPG            | FG%            | 3P%            | FT%            | RPG            | APG            | SPG            | BPG            | PPG            |
| ---------------------------------------------------------------------------------------- | --------- | ---------------- | ---------------- | ---------------- | ---------------- | ---------------- | ---------------- | ---------------- | ---------------- | ---------------- | ---------------- | ---------------- | -------------- | -------------- | -------------- | -------------- | -------------- | -------------- | -------------- | -------------- | -------------- | -------------- | -------------- |
| 2020/21                                                                                  | Шарлотт   | 19               | 4                | 6,1              | 50,0             | 14,3             | 81,8             | 1,4              | 0,1              | 0,1              | 0,3              | 2,4              | Не участвовал  | Не участвовал  | Не участвовал  | Не участвовал  | Не участвовал  | Не участвовал  | Не участвовал  | Не участвовал  | Не участвовал  | Не участвовал  | Не участвовал  |
| 2021/22                                                                                  | Шарлотт   | 4                | 1                | 4,3              | 50,0             | -                | 66,7             | 1,3              | 0,0              | 0,3              | 0,0              | 2,0              | Не участвовал  | Не участвовал  | Не участвовал  | Не участвовал  | Не участвовал  | Не участвовал  | Не участвовал  | Не участвовал  | Не участвовал  | Не участвовал  | Не участвовал  |
| 2021/22                                                                                  | Вашингтон | 3                | 0                | 9,0              | 57,1             | -                | 40,0             | 2,3              | 0,0              | 0,3              | 0,3              | 4,0              | Не участвовал  | Не участвовал  | Не участвовал  | Не участвовал  | Не участвовал  | Не участвовал  | Не участвовал  | Не участвовал  | Не участвовал  | Не участвовал  | Не участвовал  |
| 2022/23                                                                                  | Вашингтон | 11               | 0                | 2,5              | 25,0             | -                | 100,0            | 1,0              | 0,3              | 0,2              | 0,2              | 0,5              | Не участвовал  | Не участвовал  | Не участвовал  | Не участвовал  | Не участвовал  | Не участвовал  | Не участвовал  | Не участвовал  | Не участвовал  | Не участвовал  | Не участвовал  |
|                                                                                          | Всего     | 37               | 5                | 5,1              | 47,4             | 14,3             | 65,4             | 1,4              | 0,1              | 0,1              | 0,2              | 1,9              | Не участвовал  | Не участвовал  | Не участвовал  | Не участвовал  | Не участвовал  | Не участвовал  | Не участвовал  | Не участвовал  | Не участвовал  | Не участвовал  | Не участвовал  |
| Наведите курсор мыши на аббревиатуры в заголовке таблицы, чтобы прочесть их расшифровку. |           |                  |                  |                  |                  |                  |                  |                  |                  |                  |                  |                  |                |                |                |                |                |                |                |                |                |                |                |

### Статистика в колледже
| Сезон                                                                                   | Команда | GP | GS | MPG  | FG%  | 3P%  | FT%  | RPG | APG | SPG | BPG | PPG  |  |
| --------------------------------------------------------------------------------------- | ------- | -- | -- | ---- | ---- | ---- | ---- | --- | --- | --- | --- | ---- |  |
| 2019/20                                                                                 | Дьюк    | 31 | 30 | 24,9 | 57,7 | 38,1 | 67,0 | 8,8 | 1,0 | 0,7 | 1,6 | 17,8 |  |
|                                                                                         | Всего   | 31 | 30 | 24,9 | 57,7 | 38,1 | 67,0 | 8,8 | 1,0 | 0,7 | 1,6 | 17,8 |  |
| Наведите курсор мыши на аббревиатуры в заголовке таблицы, чтобы прочесть их расшифровку |         |    |    |      |      |      |      |     |     |     |     |      |  |